# Beuste
Beuste is een gemeente in het Franse departement Pyrénées-Atlantiques (regio Nouvelle-Aquitaine) en telt 553 inwoners (1999). De plaats maakt deel uit van het arrondissement Pau.

## Geografie
De oppervlakte van Beuste bedraagt 5,9 km², de bevolkingsdichtheid is 93,7 inwoners per km². De Nagoin, een zijrivier van de Gave de Pau, stroomt door de gemeente.
De onderstaande kaart toont de ligging van Beuste met de belangrijkste infrastructuur en aangrenzende gemeenten.

## Demografie
Onderstaande figuur toont het verloop van het inwonertal (bron: INSEE-tellingen).